# ألكسندر كول
ألكسندر كول (بالألمانية: Alexander Kaul (Biophysiker)) (و. 1934 – م) هو فيزيائي من ألمانيا . ولد في زالتسودل.

## جوائز
- حصل على جوائز منها:
- وسام الجدارة من الدرجة الأولى صنف الاستحقاق من جمهورية ألمانيا الاتحادية (1988)